# 유성 권설 파찰음

유성 권설 파찰음(有聲捲舌破擦音)은 자음의 하나로 치조후에서 혀끝을 말아 만드는 유성 파찰음이다.

## 예시
- 슬로바키아어: dž에서 이 소리가 난다.
- 세르보크로아트어: 키릴 문자 표기의 џ, 라틴 문자 표기의 dž에서 이 소리가 난다.
- 눠쑤어: 라틴 문자 표기의 nr과 rr에서 이 소리가 난다. nr은 선비음화 자음이다.
- 벨라루스어: дж에서 이 소리가 난다.